# Longino di Cardala
Longino di Cardala (greco: Λογγῖνος ὀ φαλακρὸς; latino: Longinus Calvus; ... – 497) fu un funzionario e poi un ribelle dell'Impero romano d'Oriente.

## Biografia
Longino faceva parte della folta schiera di Isaurici che ricoprivano ruoli di vario tipo nell'amministrazione civile e militare dell'Impero romano d'Oriente all'epoca dell'imperatore Zenone, suo conterraneo. È tramandato che fosse ricco e calvo.
Fu nominato magister officiorum nel tardo 484, dopo la sconfitta dei ribelli Illo e Leonzio. Tenne questa carica fino al 491, anno della morte di Zenone; in quell'occasione vi fu una lotta per la successione che coinvolse Longino, fratello di Zenone, e Anastasio I, prescelto dall'imperatrice vedova Ariadne, e quando quest'ultimo ottenne il potere, Longino di Cardala fu allontanato dal suo ufficio.
L'ascesa al trono di Anastasio, con il conseguente allontanamento degli Isaurici dalla corte, diede inizio alla guerra isaurica. Longino di Cardala tornò in Isauria, dove si unì a un altro esule isaurico, Atenodoro, e raccolse 15.000 armati, equipaggiati e nutriti con le scorte tenute da Zenone in Isauria stessa, iniziando poi ad attaccare le città delle province circostanti. L'esercito ribelle, però, subì una cocente sconfitta a Kottyaion in Frigia (battaglia di Cotyaeum), per mano dell'esercito lealista comandato dai generali Giovanni Gibbo e Giovanni Scita. Gli Isaurici scampati alla sconfitta si rifugiarono tra le montagne del loro paese e portarono avanti la guerra negli anni successivi, ancora capeggiati da Longino di Cardala e Atenodoro, i quali, però, furono catturati e uccisi nel 497.